# Bentley Flying Spur

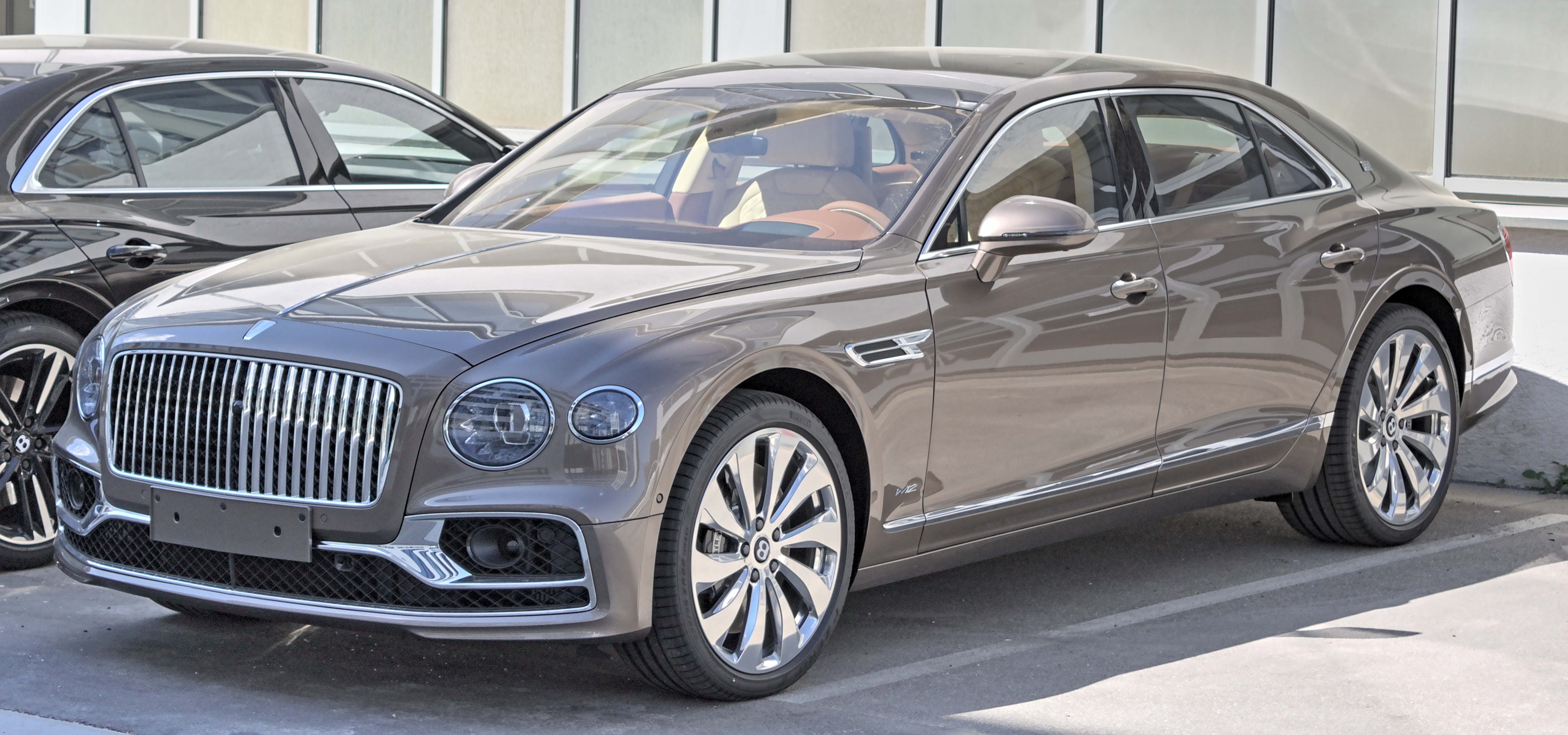
Photo d'une Bentley Flying Spur, prise en 2019 à Böblingen.

La Bentley Flying Spur est une berline de luxe du constructeur automobile britannique Bentley. La première  génération est présentée en 2013 et la deuxième génération en 2019.
La première génération de la Flying Spur a fait ses débuts au Salon de l'Automobile de Genève en 2013,.